# Kazimierz Oskierko

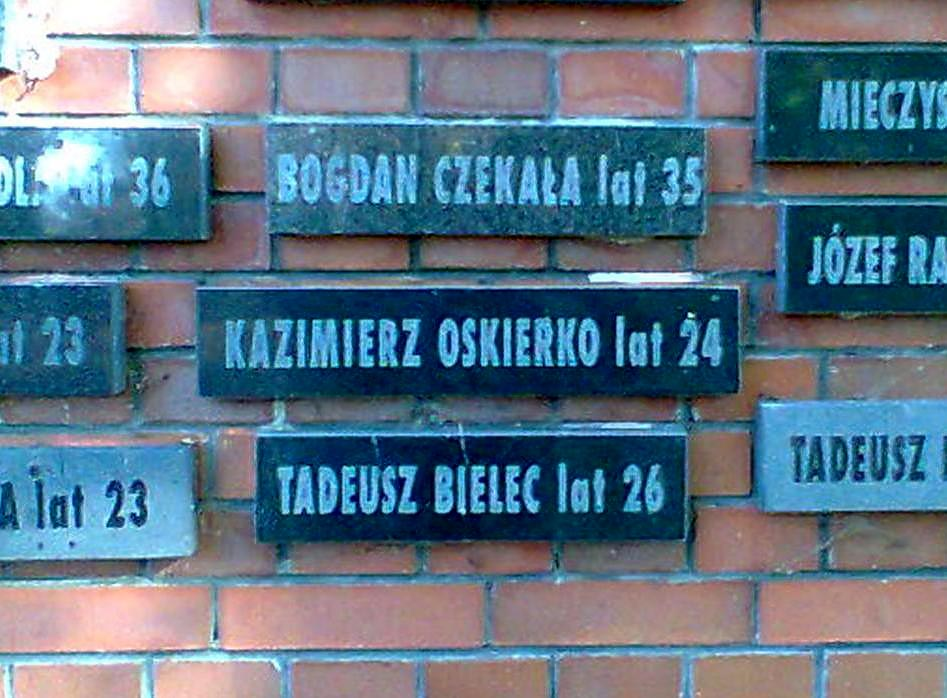

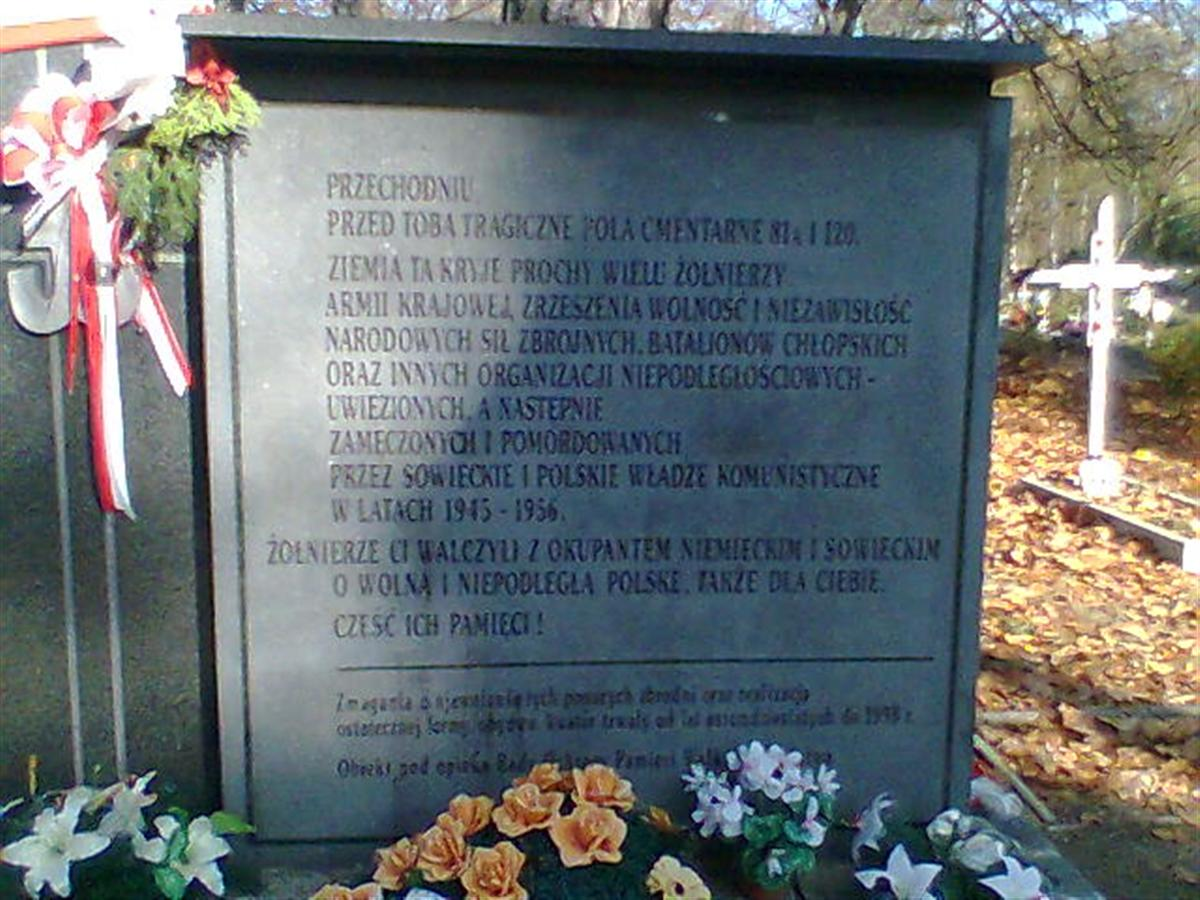
Pola cmentarne 81A i 120, Cmentarz Osobowicki

Kazimierz Oskierko (ur. 12 listopada 1925 w Siedlcach, zamordowany 3 września 1949 we Wrocławiu) – syn Leonarda i Jadwigi z Mesterowiczów. W latach 1944–45 żołnierz LWP.
Od 1947 roku członek grupy konspiracyjnej Andrzeja Boronia. Brał udział w akcji odbicia więźniów, przeprowadzonej w okolicach Psiego Pola oraz w kilku akcjach, mających na celu zdobycie funduszy na działalność konspiracyjną.
Ujęty  30 lipca 1949 roku we Wrocławiu, w piwnicy budynku przy ul. Marii Skłodowskiej-Curie. Skazany na karę śmierci, utratę praw publicznych i obywatelskich praw honorowych na zawsze oraz przepadek całego mienia, wyłącznie za rzekome przestępstwa kryminalne, przez Wojskowy Sąd Rejonowy we Wrocławiu (w trybie postępowania przyśpieszonego), pod przewodnictwem mjra Edwarda Jęczmyka (30 orzeczonych wyroków śmierci).
Ułaskawiony przez Prezydenta Rzeczypospolitej Polskiej Bolesława Bieruta, decyzją z dnia 29 sierpnia 1949 roku. Zamordowany we wrocławskim więzieniu przy ul. Kleczkowskiej, 3 września 1949 roku.
Został pochowany na Cmentarzu Osobowickim we Wrocławiu, w miejscu określanym obecnie jako kwatera bezimiennych ofiar.